# 5 fenigów wzór 1917

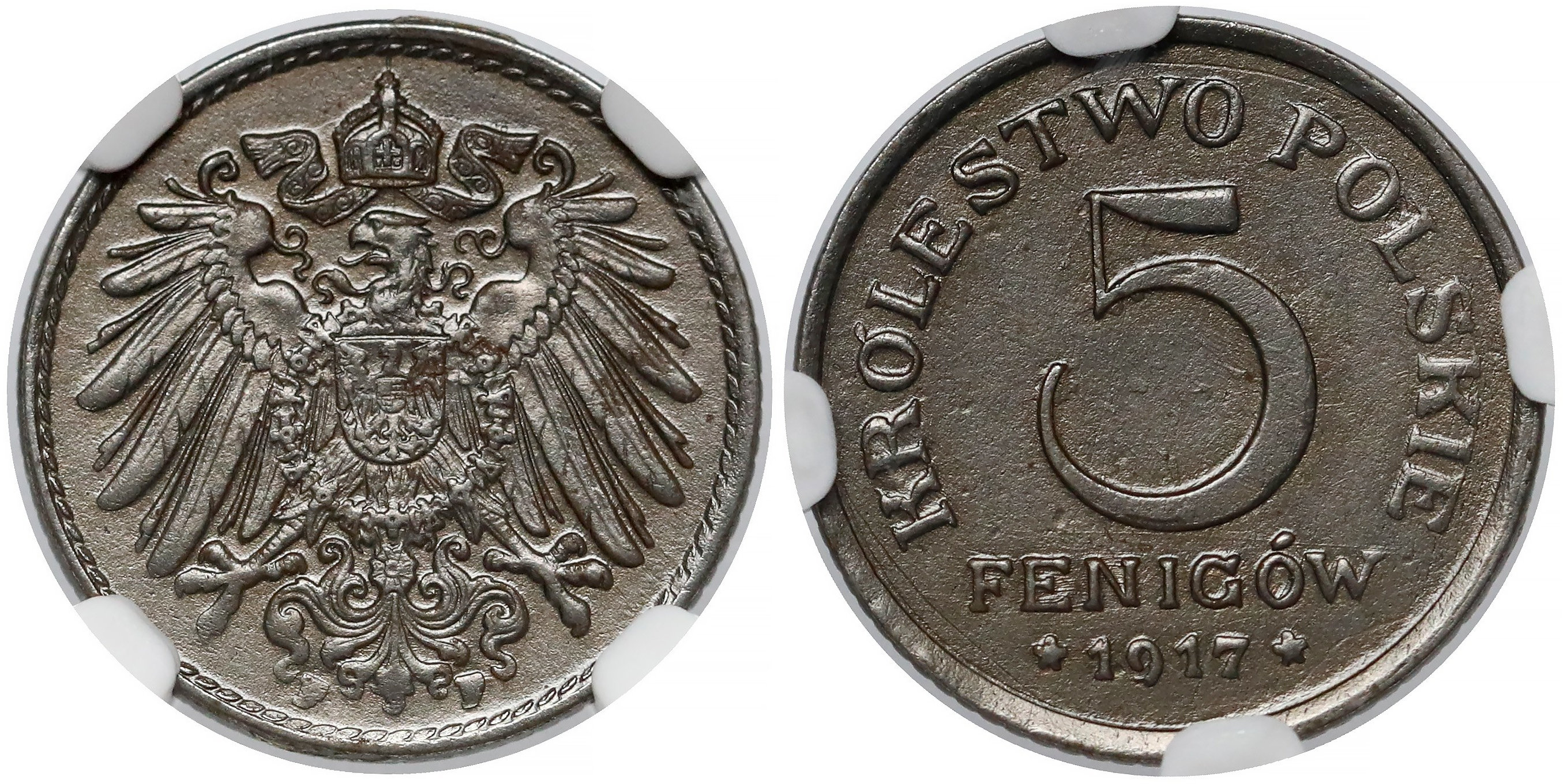
Destrukt menniczy (1917) z awersem monety niemieckiej

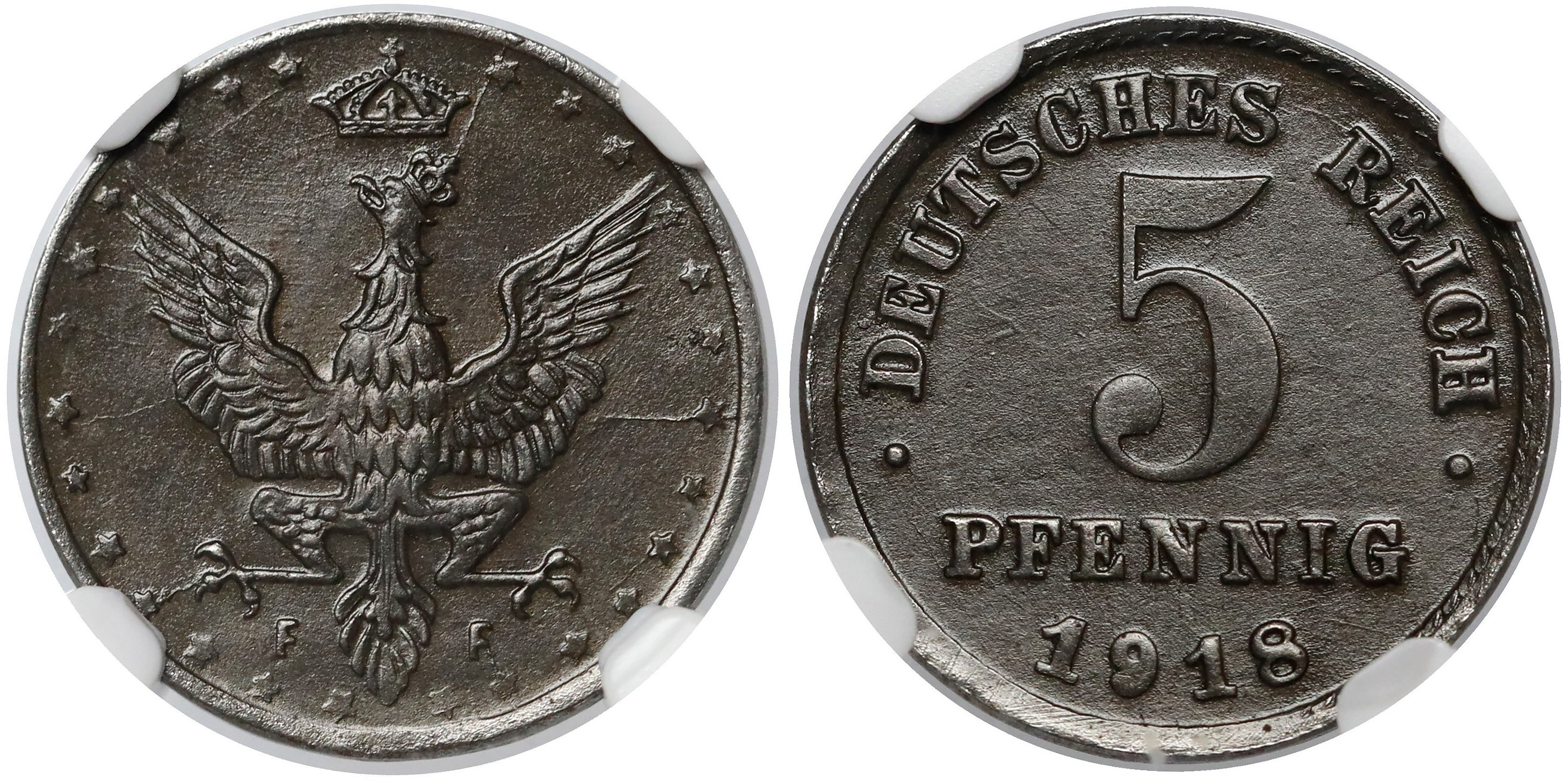
Destrukt menniczy (1918) z rewersem monety niemieckiej

5 fenigów wzór 1917 – moneta pięciofenigowa, wprowadzona do obiegu w Generalnym Gubernatorstwie Warszawskim 16 lutego 1917, wycofana z obiegu w II Rzeczypospolitej 1 lipca 1924 w wyniku reformy walutowej Władysława Grabskiego.
Pięciofenigówkę wzoru 1917 bito z datami rocznymi 1917 oraz 1918.

## Awers
W centralnym punkcie umieszczono orła w koronie, z dużą dodatkową koroną nad głową, po dwóch stronach ogona litery F F – znak mennicy w Stuttgarcie, a dookoła całości gwiazdki.

## Rewers
Na tej stronie monety znajduje się cyfra 5, poniżej napis „FENIGÓW”, a pod nim rok 1917 albo 1918, z pojedynczymi gwiazdkami przed i po dacie, dookoła napis „KRÓLESTWO POLSKIE”.

## Nakład
Mennica w Stuttgarcie biła monety na krążkach stalowych o średnicy 18 mm i masie 2,5 grama, z rantem gładkim, według wzoru nieznanego na przełomie XX i XXI w. projektanta.
Niektóre katalogi podają informację, że krążki mennicze były poddawane specjalnemu procesowi cynkowania cienką warstwą, zwanym po niemiecku sheradisierung.
Nakłady monety w poszczególnych rocznikach wynosiły:
| Lp. | Rocznik | Nakład (sztuk) | Zdjęcie |
| --- | ------- | -------------- | ------- |
| 1   | 1917    | 18 700 000     |         |
| 2   | 1918    | 22 390 000     |         |

## Opis
Znane są dwa warianty rocznika 1917.
W obrocie kolekcjonerskim pojawiają się czasami:
- egzemplarze wybite stemplem lustrzanym (1917)[2]
- odmiany rocznika 1917 wybitego z małymi cyframi roku[3]
- destrukty mennicze podwójnego bicia (1917)[4][5]
- hybrydowe egzemplarze wybite mieszaną parą stempli – jedna strona wg wzoru zatwierdzonego dla Królestwa Regencyjnego, druga – dla Cesarstwa Niemieckiego[6][7]
- czyste krążki przeznaczone do bicia pięciofenigówek bez jakichkolwiek śladów rysunku po żadnej ze stron[8]